# Nazionale maschile di rugby a 15 della Bielorussia
La nazionale di rugby della Bielorussia è allenata da Wayne Vickery. La sua prima partita fu giocata nel 1935 contro l'Unione Sovietica; la Bielorussia vinse 1-0.